# Connect Direct
Connect:Direct (C:D) ist ein File-Transfer-Produkt in der Datenverarbeitung.
Ursprünglich unter dem Namen NDM (Network Data Mover) entwickelt, um Daten im Text- oder Binärformat in der „Mainframe“-Welt, später im „Midrange“-Bereich auszutauschen. Der 2010 von IBM übernommene Hersteller Sterling Commerce änderte den Namen später zwar in Connect:Direct, dennoch blieb die alte Bezeichnung „NDM“ speziell im angelsächsischen Sprachraum gebräuchlich.
Traditionell basierte NDM auf dem SNA-Protokoll von IBM. In den frühen 1990er Jahren kam TCP/IP dazu, das sich heute durchgesetzt hat.
Gegenüber einem reinen FTP-Transfer bietet C:D die Möglichkeit zur Einbettung in den Batchbetrieb, Kontrollierbarkeit, die Beschleunigung des Transfers durch Kompressionsverfahren und Sicherung der Übertragung durch TLS mit der Option Secure Plus.
Hauptvorteil von C:D gegenüber den in ihrem Funktionsumfang gleichen Open-Source-Werkzeugen SFTP, SCP und rsync ist nicht nur die Vielfalt nativ unterstützter Plattformen, sondern auch die ausführliche Protokollierung der Transfers auf beiden Seiten und damit die Mandantenfähigkeit.
C:D wird stark in der Finanzwelt, der öffentlichen Verwaltung und anderen großen Unternehmen genutzt, bei denen eine Vielzahl Rechner große Mengen an Daten austauschen müssen.
C:D ist nicht mit der ähnlich klingenden Peer-to-Peer-Software Direct Connect zu verwechseln.